# Biochemischer Sauerstoffbedarf

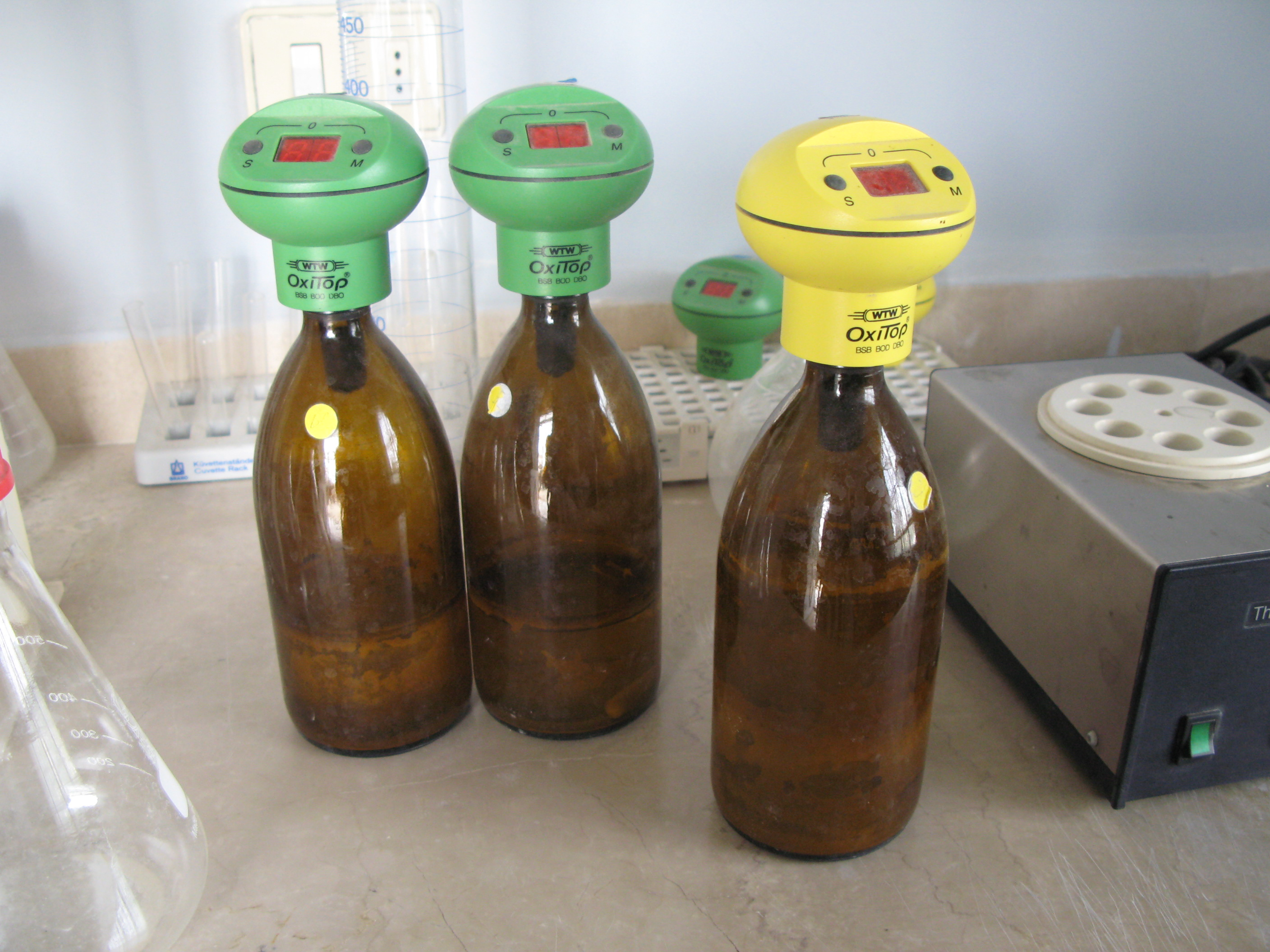
Manometrische Bestimmung des BSBs mit OxiTop-Gerät

Der Biochemische Sauerstoffbedarf (BSB, auch Biologischer Sauerstoffbedarf; englisch biochemical oxygen demand, BOD) gibt die Menge an Sauerstoff an, die zum biotischen Abbau im Wasser vorhandener organischer Stoffe unter bestimmten Bedingungen und innerhalb einer bestimmten Zeit benötigt wird. Insbesondere dient der Biologische Sauerstoffbedarf als Schmutzstoffparameter zur Beurteilung der Verschmutzung von Abwasser.

## Abwasser- und Gewässerüberwachung
In der Abwasserüberwachung wird häufig nur der BSB aus dem Abbau von Kohlenstoffverbindungen bestimmt (Kohlenstoff-BSB), mit der Zugabe von Allylthioharnstoff (ATH) wird die Nitrifikation gehemmt, um einen Sauerstoffverbrauch durch den Abbau von Stickstoff-Verbindungen zu verhindern. In der allgemeinen Gewässerüberwachung wird häufig der gesamte BSB als Summe des Abbaus der Kohlenstoff- und Stickstoffverbindungen gemessen; dies wird als ungehemmter BSB bezeichnet. Beide Messverfahren führen zu sehr unterschiedlichen Ergebnissen: In Oberflächengewässern kann im Sommer der ungehemmte BSB den 3-fachen Wert des gehemmten BSB erreichen.
Üblicherweise wird der BSB5 verwendet. Dieser Wert ist die Menge an Sauerstoff in mg/l, die Bakterien und alle anderen im Wasser vorhandene Mikroorganismen bei einer Temperatur von 20 °C innerhalb von fünf Tagen verbrauchen, woraus man auf die Menge der dabei abgebauten organischen Stoffe schließt. Daneben werden gelegentlich noch der BSB2 und der BSB∞ bestimmt, die den Sauerstoffbedarf innerhalb zweier Tage bzw. bis zum Erlöschen der Atmung, hypothetisch also bis zum Abbau aller biotisch abbaubaren organischen Stoffe angeben. Als Faustregel gilt: BSB5 ist etwa 70 % des BSB∞.

## Abwasserinhaltstoffe
Das Verhältnis zum Chemischen Sauerstoffbedarf liefert eine Aussage über die Art der Abwasserinhaltsstoffe:
- ist BSB5 = (50 … 100) % CSB, sind die Inhaltsstoffe gut biotisch abbaubar.
- ist BSB5 < 50 % CSB können die Inhaltsstoffe nur schlecht biotisch abgebaut werden und verbleiben deshalb lange in der Umwelt oder sie wirken auf Mikroorganismen giftig und können deshalb schlecht abgebaut werden.
- BSB5 = (12 … 25) % CSB: dieses Verhältnis hat Abwasser üblicherweise nach einer biologischen Reinigung.

Der BSB5 soll nur die organischen Kohlenstoffverbindungen erfassen. Das Ergebnis kann durch die biotische Oxidation von Ammonium-Ionen bzw. Ammoniak, also durch Nitrifikation verfälscht werden. Ein eventuell auftretender Sauerstoffverbrauch durch Nitrifikation muss daher durch die Zugabe von Nitrifikationshemmstoffen (Allylthioharnstoff) unterdrückt werden.
Des Weiteren kann die Aussagekraft während der Analyse über die organische Abbaubarkeit der Abwasserinhaltsstoffe durch die falsche Wahl an Mikroorganismen verfälscht werden. Eine Adaption der Mikroorganismen ist binnen 5 Tagen nur begrenzt möglich, wodurch die Metabolisierung verringert ist und die Analyse so zu einem falschen Resultat über die Abbaubarkeit führt.

## Bestimmungsmethoden
- Manometrisch:
Das zu untersuchende Wasser wird in eine Flasche eingebracht, wobei ein Großteil der Flasche mit Luft gefüllt bleibt. Die Flasche wird luftdicht verschlossen und der Druck in dem Gefäß mit einem Manometer bestimmt. Das entstehende CO2 wird chemisch gebunden. Der Sauerstoffverbrauch bewirkt eine Druckabnahme, woraus der Biologische Sauerstoffbedarf errechnet werden kann. Die Apparatur wird bei konstanter Temperatur gehalten. Vorteil des Verfahrens ist die Möglichkeit der laufenden Aufzeichnung der Entwicklung des Sauerstoffbedarfs, und dass das zu untersuchende Wasser in seiner ursprünglichen Konzentration in den Versuch eingeht (Hemm- und Giftstoffeinfluss). Nachteilig ist der erhebliche apparative Aufwand und die Ungenauigkeit von ±5 bis ±10%.

- Verdünnungsmethode:
Das zu untersuchende Wasser wird soweit mit sauerstoffhaltigem Wasser verdünnt, dass der zu erwartende Sauerstoffbedarf geringer als der in der verdünnten Probe gelöste Sauerstoff ist. Mit der verdünnten Probe wird eine Flasche (Karlsruher Flasche oder Wheaton-Flasche) vollständig gefüllt, dicht verschlossen und dunkel bei konstanter Temperatur aufbewahrt. Der Sauerstoffgehalt wird am Anfang der Bestimmung und nach fünf Tagen gemessen. Aus der Differenz der Sauerstoffgehalte wird der Biologische Sauerstoffbedarf errechnet. Vorteil des Verfahrens ist die einfache Handhabung und der geringe Apparateaufwand. Nachteil ist, dass Hemm- und Giftstoffe auch verdünnt werden.

- Sapromatmethode:
Der durch Sauerstoffzehrung und Kohlendioxidabsorption (z. B. an Kaliumhydroxid) verursachte Unterdruck löst einen Impuls aus, durch den elektrolytisch Sauerstoff erzeugt wird, der dem Messgefäß hinzugefügt wird. Aus der Impulszahl kann dann direkt die verbrauchte Sauerstoffmenge abgeleitet werden. Der Vorteil gegenüber den beiden erstgenannten Methoden liegt darin, dass die Messung im Originalabwasser bei gleich bleibender Sauerstoffkonzentration ohne Begrenzung der Messzeit erfolgt.

## Einwohnergleichwert
Der Einwohnergleichwert gibt die Belastung häuslicher Abwässer mit biotisch oxidierbaren Stoffen, ausgedrückt als BSB5, je Einwohner und Tag an. Er liegt bei etwa 60 g BSB5 je Einwohner und je Tag.
Die einheitlichen Rahmenbedingungen bei der Messung des Biologischen Sauerstoffbedarfs sind in der DIN EN 1899-1 und 1899-2 festgelegt.
Zusammen mit dem Chemischen Sauerstoffbedarf gibt der BSB Anhaltspunkte zur Qualität der im Abwasser enthaltenen Schmutzstoffe und war damit auch ein wichtiger Parameter bei der Bemessung, Dimensionierung und der betrieblichen Kontrolle von Abwasser-Kläranlagen. Mit dem Erscheinen des neuen DWA-Arbeitsblattes 131 im Juni 2016 entfiel der BSB5 als Bemessungsparameter für einstufige Belebungsanlagen, da der BSB5 keine vollständige Bilanzierung des Schlammanfalls und des Sauerstoffbedarfs ermöglicht und in der Praxis nicht mehr flächendeckend gemessen wird.